# Масычев, Иван Анисимович
Иван Анисимович Ма́сычев (1923—2000) — командир мотоциклетного батальона 1-го Украинского фронта, участник Великой Отечественной войны, Герой Советского Союза.

## Биография
Родился 3 февраля 1923 года в селе Песчанка (ныне Самойловский район, Саратовская область). Член ВКП(б) с 1944 года.
С 1942 года в рядах РККА. С 1943 года принимал участие в боях Великой Отечественной войны на Центральном, Воронежском и 1 Украинском фронтах. В составе РККА дошёл до Германии.
19 января 1945 года батальон Масычева дошёл до территории Германии. 23 января продвижение замедлилось из-за укрепленного рубежа противника на противоположном берегу реки Одер. Задачей батальона Масычева было устранение преграды и обеспечение дальнейшего продвижения войск. К утру следующего дня первое укрепление немцев было взято. Бойцы перешли реку по льду и заняли оборону на бывших позициях врага. Батальон два дня и три ночи успешно отбивал все контратаки противника. Задача была выполнена.
Звание Героя Советского Союза с вручением ордена Ленина и медали «Золотая Звезда» присвоено 10 апреля 1945 года «за отвагу и героизм, проявленные при форсировании реки Одер».
После войны продолжил службу в армии. Дослужился до военного комиссара Воронежской области. После ухода в запас работал в областном комитете КПСС.
Скончался 23 августа 2000 года. Похоронен в Воронеже на Коминтерновском кладбище.
Мемориальная доска И. А. Масычев установлена на д. 2 по ул. Кардашова.

## Награды
- Медаль «Золотая Звезда» (10.4.1945);
- орден Ленина (10.4.1945);
- орден Красного Знамени;
- орден Богдана Хмельницкого III степени (20.9.1944);
- орден Александра Невского (СССР) (14.9.1944);
- орден Отечественной войны I степени (6.4.1985);
- орден «За службу Родине в Вооруженных Силах СССР» III степени;
- орден Красной Звезды;
- медаль «За боевые заслуги»;
- медаль «За взятие Берлина»;
- медаль «За освобождение Праги».